# 愛媛県の市町村章一覧
愛媛県の市町村章一覧（えひめけんのしちょうそんしょういちらん）は、愛媛県内の市町村に制定されている、あるいは制定されていた市町村章の一覧である。なお、一覧の順序は全国地方公共団体コード順による。廃止された市町村章は廃止日から順に掲載している。

## 概要

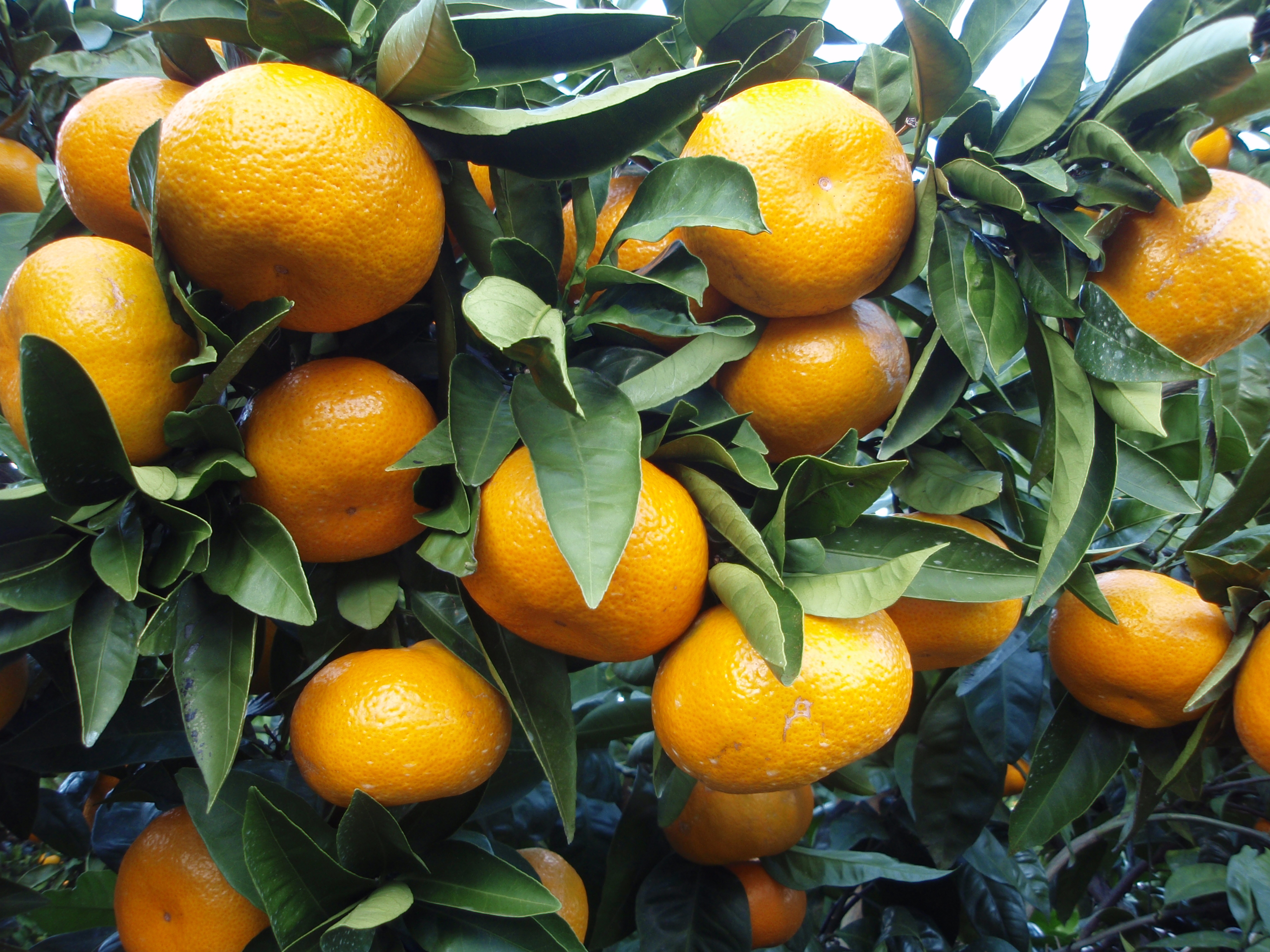
蜜柑の栽培が盛んなことからこの果実を基本とした紋章が制作されている

- 愛媛県内では和歌山県と同じく蜜柑の栽培が盛んであることから、愛媛県旗[1]かつ紋章の由来と目的に蜜柑に関する事柄を過去も含めて制作されている。例えば、中島町・初代の西宇和郡伊方町の初代の町章・越智郡上浦町では蜜柑の花の形をし、[2][3][4]越智郡大西町・伊予郡双海町では蜜柑の形をしている。[5][6]東宇和郡明浜町では蜜柑の色を想像させる橙色が指定されている。[7]

## 市部
| 市         | 市章 | 由来                                                 | 制定日         | 備考 |
| ---------- | ---- | ---------------------------------------------------- | -------------- | --- |
| 松山市     |      | 「松山」を表したもの                                 | 1911年4月7日   | 1911年9月8日に再制定され、1962年8月に改正された 下村為山の作品である 色は緑色が指定されている                                                           |
| 今治市     |      | 「i」を表したもの                                    | 2005年1月16日  | 色は青色・緑色・橙色が指定されている 2代目の市章である                                                                                                  |
| 宇和島市   |      | 「U」を図案化したもの                                | 2005年8月1日   | 色は青色・赤色・緑色が指定されている 2代目の市章である                                                                                                  |
| 八幡浜市   |      | 「八」とオレンジを表している                         | 2005年11月5日  | 色は青色・緑色・橙色が指定されている 2代目の市章である                                                                                                  |
| 新居浜市   |      | 上下の「井」は新居を表し、間の開きは光芒を表している | 1937年11月3日  | |
| 西条市     |      | 四角形と「S」を表している                            | 2004年10月1日  | 色は緑色・青色が指定されている 2代目の市章である |
| 大洲市     |      | 大洲藩加藤家の家紋を表している                       | 2005年1月11日  | 制定されていなくかつ市制施行時には使用されていたが、旧市制40周年記念の一環で正式に1994年7月1日に制定され、新市制後に継承された 色は青色が指定されている |
| 伊予市     |      | 「いよ」を表している                                 | 2005年4月1日   | 色は青色・緑色・赤色が指定されている 2代目の市章である                                                                                                  |
| 四国中央市 |      | 「S」と「街」を表している                            | 2004年4月1日   | 色は青色・緑色・橙色が指定されている |
| 西予市     |      | 「西ヨ」を図案化したもの                             | 2004年11月28日 | 色は青色が指定されている |
| 東温市     |      | 「と」を図案化したもの                               | 2004年9月21日  | 色は赤色・青色・緑色が指定されている |

## 町村部
| 郡       | 町村       | 町村章 | 由来                                             | 制定日         | 備考                                                                                     |
| -------- | ---------- | ------ | ------------------------------------------------ | -------------- | ---------------------------------------------------------------------------------------- |
| 越智郡   | 上島町     |        | 「上」と舟を合わせたのを表している               | 2004年10月1日  | 色は赤色・青色・緑色が指定されている                                                     |
| 上浮穴郡 | 久万高原町 |        | 森・水・人間・里・大地を結んでいるのを表している | 2004年10月1日  | 色は橙色・青色・緑色が指定されている                                                     |
| 伊予郡   | 松前町     |        | 「まさき」を図案化したもの                       | 1990年3月31日  |                                                                                          |
| 伊予郡   | 砥部町     |        | 「とべ」を図案化したもの                         | 2005年1月1日   | 旧々・砥部町制時の1935年に制定され、1965年8月2日に条例で公式化され、新町制時に継承される |
| 喜多郡   | 内子町     |        | 「U」を表している                                | 2005年1月1日   | 色は水色・黄色・緑色が指定されている 2代目の町章である                                   |
| 西宇和郡 | 伊方町     |        | 佐田岬半島と「i」を表している                    | 2005年11月6日  | 3代目の町章である                                                                        |
| 北宇和郡 | 松野町     |        | 「マツノ」を図案化したもの                       | 1965年12月24日 |                                                                                          |
| 北宇和郡 | 鬼北町     |        | 「きほく」を図案化したもの                       | 2005年1月1日   | 色は緑色・青色が指定されている                                                           |
| 南宇和郡 | 愛南町     |        | 「ai」を図案化したもの                           | 2004年10月1日  | 色は緑色・青色が指定されている                                                           |

## 廃止された市町村章
| 市郡       | 町村     | 市町村章          | 由来 | 制定日                    | 廃止日        | 備考 |
| ---------- | -------- | ----------------- | --- | ------------------------- | ------------- | --- |
| 越智郡     | 波止浜町 |                   | 不明 | 1922年頃                  | 1955年2月1日  | 町民の集会所と学校の裁縫室が建設されたのを機に公募された作品と龍神社の紋章とを参考にして作られた 現在は今治市立波止浜小学校の校章として使用されている |
| 喜多郡     | 河辺村   |                   | 不明 | 不明                      | 1982年4月     | 初代の村章である |
| 南宇和郡   | 御荘町   |                   | 三本の円と「荘」を丸くしたもの | 不明                      | 1991年4月     | 初代の町章である 地色は青色（海の色）が指定されている                                                                                                 |
| 西宇和郡   | 伊方町   |                   | 蜜柑の花を象徴し、「伊方」を円形に形どったもの、 | 1965年3月31日             | 1995年3月31日 | 初代の町章である |
| 宇摩郡     | 別子山村 |                   | 「べっし山」を図案化したもの、 | 1978年6月28日             | 2003年4月1日  | 1981年に再制定される |
| 西宇和郡   | 三瓶町   |                   | 三つの瓶を図案化したもの | 不明                      | 2004年4月1日  | |
| 東宇和郡   | 明浜町   |                   | 海・オレンジ・パール・リアス式海岸を表している | 1968年8月1日              | 2004年4月1日  | 濃紺と橙色が指定されている |
| 東宇和郡   | 野村町   |                   | 「の」を円形に図案化したもの | 1975年10月31日            | 2004年4月1日  | |
| 東宇和郡   | 宇和町   |                   | 「和」と六つの「ウ」を表している | 1954年3月31日             | 2004年4月1日  | 1956年4月に再制定される |
| 東宇和郡   | 城川町   |                   | 「しろ川」を表している | 1960年9月23日             | 2004年4月1日  | |
| 川之江市   |          |                   | 「川」を図案化したもの | 1957年7月1日              | 2004年4月1日  | 川之江町章（制定日不明）として制定され、市制施行後に継承された                                                                                        |
| 伊予三島市 |          |                   | 「ミシマ」を図案化したもの | 1955年5月1日              | 2004年4月1日  | |
| 宇摩郡     | 土居町   |                   | 「どい」を図案化したもの | 1974年11月1日             | 2004年4月1日  | |
| 宇摩郡     | 新宮村   |                   | 「シン」を回転したもの | 1975年11月17日            | 2004年4月1日  | |
| 上浮穴郡   | 久万町   | （主章） （副章） | 主章:「久万」を抽象的に図案化し、久万・川瀬・父二峰の三地区を三つの峰の形で表したもの 副章:上部の楕円形は高原特有の冷風な大気、下部の楕円形は高原を想像する大地、中央は自然と共存する人々の暮らしを表したもの | 主章:1968年11月 副章:不明 | 2004年8月1日  | 副章は色が上部の楕円形は青色・下部は緑色・中央の三角形は白色が指定されている                                                                          |
| 上浮穴郡   | 美川村   |                   | 「美川」を表している | 1970年1月1日              | 2004年8月1日  | 1969年12月20日に告示された |
| 上浮穴郡   | 面河村   |                   | 「お」を意匠化し、その内訳は中央の柱は山、両側の円身は仁淀川（面河川）・割石川、点は観光資源である紅葉を表したもの                                                                                            | 1974年3月1日              | 2004年8月1日  | |
| 上浮穴郡   | 柳谷村   |                   | 「ヤナタニ」と円形に囲み、中心部に杉を想像し、杉を中心に三ヶ所の大字を表したもの | 1969年12月25日            | 2004年8月1日  | |
| 温泉郡     | 重信町   |                   | 「シ」を鳥の形に表したもの | 1976年9月                 | 2004年9月21日 | |
| 温泉郡     | 川内町   |                   | 「カ」と「和」を表している | 1976年9月1日              | 2004年9月21日 | 制定前は作成されていなかった |
| 越智郡     | 弓削町   |                   | 「弓」を図案化したもの | 1966年1月                 | 2004年10月1日 | |
| 越智郡     | 生名村   |                   | 「イクナ」を図案化したもの | 1972年                    | 2004年10月1日 | |
| 越智郡     | 岩城村   |                   | 「岩」を象形化したもの | 1932年12月20日            | 2004年10月1日 | |
| 越智郡     | 魚島村   |                   | 「う」を意匠化し、「マ」を円形に配したもの | 1973年12月22日            | 2004年10月1日 | |
| 南宇和郡   | 御荘町   |                   | 「M」を表したもの | 1991年4月                 | 2004年10月1日 | 2代目の町章である |
| 南宇和郡   | 城辺町   |                   | 「輪」を表している | 1966年9月21日             | 2004年10月1日 | |
| 南宇和郡   | 西海町   |                   | 海を三つの「ウ」を表し、「和」で纏めたもの | 1972年11月                | 2004年10月1日 | |
| 南宇和郡   | 一本松町 |                   | 「本」を中心にし、松葉で松を表し、「一」を円形に図案化したもの | 1968年7月                 | 2004年10月1日 | |
| 南宇和郡   | 内海村   |                   | 「内」を図案化したもの | 昭和時代                  | 2004年10月1日 | |
| 西条市     |          |                   | 「西」を組み合わせて図案化したもの | 1951年9月30日             | 2004年11月1日 | 青色が指定されている 1948年に制定されていたのを改正した 初代の市章である                                                                              |
| 東予市     |          |                   | 「トーヨ」を円形に図案化したもの | 1972年9月22日             | 2004年11月1日 | |
| 周桑郡     | 丹原町   |                   | 「タ」と愛宕柿を図案化したもの | 1974年4月1日              | 2004年11月1日 | |
| 周桑郡     | 小松町   |                   | 「小」を図案化したもの | 1958年6月14日             | 2004年11月1日 | |
| 伊予郡     | 広田村   |                   | 「広田」を表している | 1977年12月23日            | 2005年1月1日  | |
| 喜多郡     | 内子町   |                   | 「内」を図案化したもの | 1955年7月29日             | 2005年1月1日  | 初代の町章である |
| 喜多郡     | 五十崎町 |                   | 「い」を図案化し,三本の横線を表したもの | 1969年6月20日             | 2005年1月1日  | |
| 上浮穴郡   | 小田町   |                   | 「小田」を図案化し、杉を三つの山で表したもの | 1966年7月20日             | 2005年1月1日  | |
| 北宇和郡   | 広見町   |                   | 「ヒロミ」を組み合わせて図案化したもの | 1958年1月12日             | 2005年1月1日  | |
| 北宇和郡   | 日吉村   |                   | 太陽と四つの「ひ」を表している | 1966年5月1日              | 2005年1月1日  | |
| 北条市     |          |                   | 「北」を図案化したもの | 1958年11月1日             | 2005年1月1日  | |
| 温泉郡     | 中島町   |                   | 蜜柑の花を図案化し、「中」をその果実にかだとったもの | 1959年3月31日             | 2005年1月1日  | |
| 喜多郡     | 長浜町   |                   | 大洲藩加藤家の家紋と周りは金を表している | 1964年12月21日            | 2005年1月11日 | 青色と黄金色が指定されている |
| 喜多郡     | 肱川町   |                   | 肱川を表している | 1968年                    | 2005年1月11日 | |
| 喜多郡     | 河辺村   |                   | 「カワベ」を図案化したもの | 1982年4月                 | 2005年1月11日 | 2代目の村章である |
| 今治市     |          |                   | 「今」・「日」を象っている | 1921年9月25日             | 2005年1月16日 | 初代の市章である |
| 越智郡     | 朝倉村   |                   | 「朝」を図案化したもの | 1970年6月1日              | 2005年1月16日 | |
| 越智郡     | 玉川町   |                   | 「玉川」を図案化したもの | 1966年4月1日              | 2005年1月16日 | |
| 越智郡     | 波方町   |                   | 「波方」を「八方」として表している | 1950年7月1日              | 2005年1月16日 | 波方村章として制定され、町制施行後に継承された 色は青色が指定されている                                                                               |
| 越智郡     | 大西町   |                   | 「大」を円く図案化したもの | 1971年9月27日             | 2005年1月16日 | |
| 越智郡     | 菊間町   |                   | 「キクマ」を図案化したもの | 不明                      | 2005年1月16日 | |
| 越智郡     | 吉海町   |                   | 上は「吉」・下は「海」を図案化したもの | 1968年7月                 | 2005年1月16日 | |
| 越智郡     | 宮窪町   |                   | 「宮」を円形に意匠化したもの | 1974年3月14日             | 2005年1月16日 | 1974年4月29日に再制定された |
| 越智郡     | 伯方町   |                   | 「ハカタ」を丸く表したもの | 1961年                    | 2005年1月16日 | |
| 越智郡     | 上浦町   |                   | 「上浦」を蜜柑の形に図案化したもの | 1965年4月                 | 2005年1月16日 | |
| 越智郡     | 大三島町 |                   | 三つの「大」を図案化したもの | 1961年7月7日              | 2005年1月16日 | 1961年11月に再制定される |
| 越智郡     | 関前村   |                   | 「セキ」を図案化し、三つの山は岡村島・大下島・小大下島を表している | 1978年9月                 | 2005年1月16日 | |
| 八幡浜市   |          |                   | 「日本ヤワタハマ」を図案化したもの | 1935年2月11日             | 2005年3月28日 | 初代の市章である |
| 西宇和郡   | 保内町   |                   | 「ホ」を表している | 1968年1月22日             | 2005年3月28日 | |
| 伊予市     |          |                   | 「イ」を図案化し、四つの「ヨ」を表している | 1955年9月30日             | 2005年4月1日  | 初代の市章である |
| 伊予郡     | 中山町   |                   | 「な」を円形に図案化したもの | 1975年10月1日             | 2005年4月1日  | |
| 伊予郡     | 双海町   |                   | 蜜柑と波頭を象ったもの | 1974年8月29日             | 2005年4月1日  | |
| 西宇和郡   | 伊方町   |                   | 全体は「い」を意匠化し、上部はエネルギーとミカン・下部は宇和海・伊予灘の波と空を表したもの | 1995年3月31日             | 2005年4月1日  | 2代目の町章である 色は青色と橙色が指定されている |
| 西宇和郡   | 瀬戸町   |                   | 「セ」を鳩の形に表したもの | 1966年5月10日             | 2005年4月1日  | |
| 西宇和郡   | 三崎町   |                   | 「ミサキ」を意匠化し、三本の曲線を表したもの | 1965年                    | 2005年4月1日  | |
| 宇和島市   |          |                   | 「八」を「宇」で囲んだもの | 1921年9月1日              | 2005年8月1日  | 初代の市章である |
| 北宇和郡   | 吉田町   |                   | 蜜柑の花を表している | 1957年9月25日             | 2005年8月1日  | |
| 北宇和郡   | 三間町   |                   | 「三間」を図案化したもの | 1968年11月1日             | 2005年8月1日  | 1916年頃に三間村章として使用されていたものを三間町章として継承され、正式に制定された                                                                  |
| 北宇和郡   | 津島町   |                   | 満願寺の境内にある「二重柿」を図案化し、「ツシマ」を表したもの | 1969年1月1日              | 2005年8月1日  | 緑色が指定されている |

### 書籍
- 小学館辞典編集部 編『図典 日本の市町村章』（初版第1刷）小学館、2007年1月10日。ISBN 4095263113。
- 中川幸也『シリーズ人間とシンボル第2号「都市の旗と紋章」』中川ケミカル、1987年10月11日。
- 近藤春夫『都市の紋章 : 一名・自治体の徽章』行水社、1915年。NDLJP:955061
- 丹羽基二『日本の市章 （西日本）』保育社、1984年5月5日。
- 望月政治『都章道章府章県章市章のすべて』日本出版貿易株式会社、1973年7月7日。
- NHK情報ネットワーク『NHKふるさとデータブック8 [四国]』日本放送協会、1992年5月1日。

### 資料集
- 西予市役所『西予市章』愛媛県西予市。

### 都道府県書籍
- 角川日本地名大辞典編纂委員会『角川日本地名大辞典 38 愛媛県』角川書店、1981年10月。
- 愛媛新聞社愛媛県百科大事典編集委員室『愛媛県百科大事典 上』愛媛新聞社、1985年。
- 愛媛新聞社愛媛県百科大事典編集委員室『愛媛県百科大事典 下』愛媛新聞社、1985年。

### 自治体書籍

#### 東予地域
- 菊間町誌編纂委員会『菊間町誌』愛媛県越智郡菊間町、1979年。
- 大西町役場『大西町例規集』愛媛県越智郡大西町。
- 大西町企画調整課編『大西町勢要覧』愛媛県越智郡大西町、2000年3月。
- 宮窪町役場『宮窪町例規集』愛媛県越智郡宮窪町。
- 宮窪町誌編集委員会編集『宮窪町誌』愛媛県越智郡宮窪町、1994年。
- 宮窪町役場『公民館報宮窪 昭和49年1月1日号』愛媛県越智郡宮窪町、1974年1月1日。
- 関前村役場『関前村例規集』愛媛県越智郡関前村。
- 関前村誌編集委員会編集『関前村誌』愛媛県越智郡関前村教育委員会、1997年3月。
- 東予市役所『東予市例規集』愛媛県東予市。

#### 中予地域
- 柳谷村誌編纂委員会『柳谷村誌』愛媛県上浮穴郡柳谷村、1984年3月20日。

#### 南予地域
- 伊方町町長公室『伊方町を語る 伊方町勢要覧 1994』愛媛県西宇和郡伊方町、1994年8月。
- 伊方町町長公室『伊方町を語る 伊方町勢要覧 1998』愛媛県西宇和郡伊方町、1998年3月。
- 瀬戸町誌編纂委員会『瀬戸町誌』愛媛県西宇和郡瀬戸町、1986年3月。
- 柳谷村誌編纂委員会『柳谷村誌』愛媛県上浮穴郡柳谷村、1984年3月20日。
- 野村町誌編纂委員会『野村町誌』愛媛県東宇和郡野村町、1997年3月31日。
- 野村町誌編纂委員会『野村町誌 完結編』愛媛県東宇和郡野村町、2009年3月31日。
- 明浜町役場『明浜町勢要覧1998』愛媛県東宇和郡明浜町、1998年。
- 河辺村誌編纂運営委員会『河辺村誌 新刊』愛媛県喜多郡河辺村、2005年1月。
- 野村町役場『野村町例規集』愛媛県東宇和郡野村町。